# Elsa Wagner
Elsa Wagner, nata Elisabeth Karoline Auguste Wagner (Tallinn, 24 gennaio 1881 – Berlino Ovest, 17 agosto 1975), è stata un'attrice tedesca.

## Filmografia parziale
- Il gabinetto del dottor Caligari (Das Cabinet des Dr. Caligari), regia di Robert Wiene (1920)
- Die Buddenbrooks, regia di Gerhard Lamprecht (1923)
- Luther, regia di Hans Kyser (1928)
- Il giuocatore (Der Spieler), regia di Gerhard Lamprecht (1938)
- Figaros Hochzeit, regia di Georg Wildhagen (1949)